# Echinophyllia echinata
Echinophyllia echinata är en korallart som först beskrevs av William Saville-Kent 1871.  Echinophyllia echinata ingår i släktet Echinophyllia och familjen Pectiniidae. IUCN kategoriserar arten globalt som livskraftig. Inga underarter finns listade i Catalogue of Life.